# Stampa

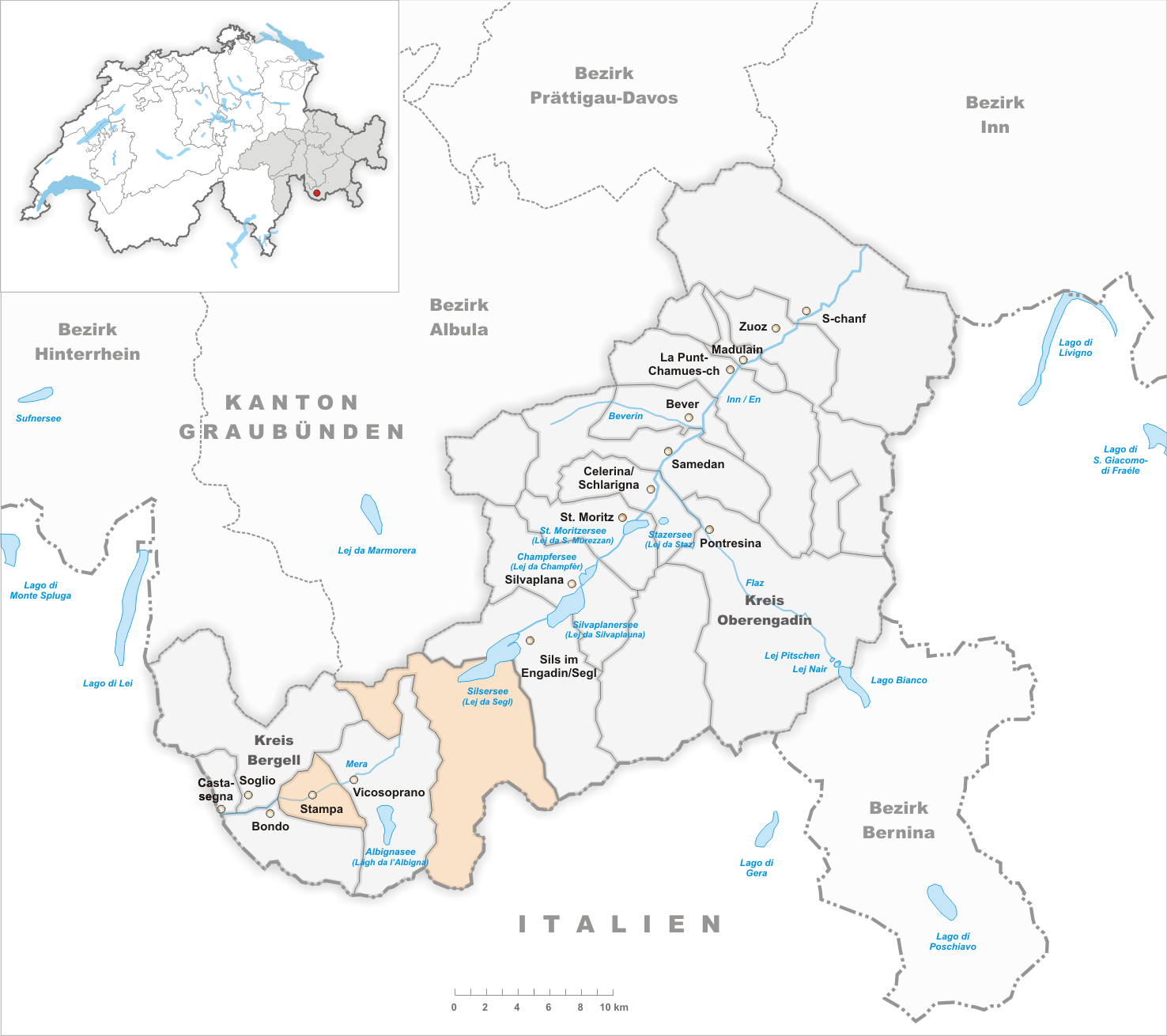
Gemeindestand vor der Fusion am 1. Januar 2010

Stampa ist ein Dorf in der politischen Gemeinde Bregaglia im Schweizer Kanton Graubünden.

## Geographie
Das Dorf liegt auf einer Höhe von 994 m ü. M. am linken Ufer der Maira, 35 Kilometer südwestlich von St. Moritz und 17 Kilometer östlich von Chiavenna. Das Gemeindegebiet bestand aus zwei Teilen. Der kleinere, westliche Teil heisst Stampa und liegt im Bergell. Der grössere Ortsteil Maloja liegt auf beiden Seiten des Malojapasses; im Bergell und im Engadin.
Zum Gemeindeteil Stampa gehörten das Dorf Stampa sowie westlich davon (von Ost nach West) die Weiler Coltura (999 m ü. M.), Muntac/Montaccio (1043 m ü. M.), Caccior (933 m ü. M.) und an der westlichen Gemeindegrenze den Palazzo Castelmur. Östlich des Dorfes liegt der Ortsteil Borgonovo (1043 m ü. M.)
Zum Gemeindeteil Maloja gehörten im Bergell der Weiler Cavril (1551 m ü. M.) an der Orlegna und das nahezu unbewohnte Val Maroz, in dem die Maira entspringt. Südöstlich des Malojapasses liegt der Weiler Orden (1800 m ü. M.). Im Engadin liegen Cad'Maté (1815 m ü. M.) und das Dorf Maloja (1809 m ü. M.). Auf einer Anhöhe nördlich des Dorfs liegt der Weiler Pila (1839 m ü. M.)
Am Silsersee (bündnerromanisch Lej da Segl) liegt der Weiler Creista (1802 m ü. M.) und der Ortsteil Cadlägh (1829 m ü. M.). Am südlichen Ufer des Silsersees liegt Isola (1812 m ü. M.). Der Grossteil des Gebiets ist Gebirge. Dieses umfasst das Val Forno mit dem See Lägh da Cavloc (Cavlocciosee, 1907 m) und seine Seitentäler. Die südliche ehemalige Gemeindegrenze ist zugleich die Landesgrenze zu Italien. Höchste Punkte der trennenden Gebirgsketten sind die Cima di Vazzeda (3301 m ü. M.), der Monte del Forno (3214 m ü. M.) und der Piz Fora (3363 m ü. M.). Auch auf dem früheren Gemeindegebiet gibt es einige Höhen, die rund 3000 m ü. M.erreichen wie z. B. der Piz Fedoz mit 3190 m ü. M.
Vom gesamten ehemaligen Gemeindegebiet von fast 95 km² sind 6261 ha (= 66,1 %) Gebirge und 1875 ha (= 19 %) von Wald und Gehölz bedeckt. 1095 ha der 1348 ha landwirtschaftlich nutzbaren Bodens sind Maiensässe. Lediglich 80 ha sind Siedlungsfläche.

## Geschichte
Auf dem Boden der heutigen Gemeinde Stampa bei S. Pietro wurden Siedlungsreste aus der Latène- und Römerzeit gefunden, darunter das Wannengrab von Stampa bei Palü. Bereits im 12. Jahrhundert war der Talboden erschlossen und besiedelt, die Malojaregion wurde ab dem 15. Jahrhundert von Stampa aus erschlossen. Der Name Stampa taucht erstmals in der Form Stamppa im Jahr 1354 auf. In der Markgenossenschaft und dem späteren Hochgericht Bergell bildete Stampa mit den Siedlungen nördlich der Müraia die Gerichtsgemeinde Ob-Porta, das ab 1535 ein Zivilgericht hatte. Den Boden besetzten mehrheitlich die Familien von Salis, von Stampa, Prevost, von Castelmur und der Bischof von Chur, dessen Hoheitsrechte 1367 bis 1526 auf die Gemeinde übergingen.
Kirchlich gehörte Stampa zur Grosspfarrei S. Maria auf der Porta, hatte aber einen Kaplan in S. Pietro in Coltura und in S. Giorgio in Borgonovo, das 1327 erweitert wurde. Bereits 1533 nahm das Dorf die Reformation an, und es hatte ab 1549 einen eigenen Prädikanten.
Stampa war von einem starken Bauernstand geprägt; vor dem Eisenbahnzeitalter war auch das Transportwesen mit entsprechenden Gewerben bedeutend. 1859 wurde Stampa eine selbstständige Gemeinde. Die Kraftwerke Bergell, die mehrheitlich in Besitz des Elektrizitätswerk der Stadt Zürich sind, sind eine wichtige Einnahmequelle für den Ort und das ganze Tal. Viele Talbauern arbeiten im Winter im Wald oder pendeln ins Oberengadin. Grundschulen befinden sich in Vicosoprano seit dem Schuljahr 2009 und zweisprachig in Maloja, eine Sekundarschule besteht in Stampa.
Bis Ende 2009 war Stampa eine eigene politische Gemeinde im damaligen Kreis Bregaglia (Bergell) im Bezirk Maloja. Auf den 1. Januar 2010 fusionierten die Gemeinden des Bergell (d. h. Bondo, Castasegna, Soglio, Stampa und Vicosoprano) zur neuen Gemeinde Bregaglia.

## Wappen
| Wappen von Stampa | Blasonierung: «In Silber (Weiss) über schwarzem Zinnenschildfuss ein flugbereiter, rot bewehrter Adler» |
| Wappen von Stampa | Das Wappen wurde nach Motiven des Familienwappens der Stampa entworfen: Die Burg des Wappens wurde durch den Zinnenschnitt ersetzt, und der Adler wechselte die Farbe. Die Farben richten sich nach der Vorgabe des Wappens des Gotteshausbundes. |

## Bevölkerung
| Bevölkerungsentwicklung | Bevölkerungsentwicklung | Bevölkerungsentwicklung | Bevölkerungsentwicklung | Bevölkerungsentwicklung | Bevölkerungsentwicklung | Bevölkerungsentwicklung | Bevölkerungsentwicklung | Bevölkerungsentwicklung |
| ----------------------- | ----------------------- | ----------------------- | ----------------------- | ----------------------- | ----------------------- | ----------------------- | ----------------------- | ----------------------- |
| Jahr                    | 1850                    | 1900                    | 1950                    | 1980                    | 1990                    | 2000                    | 2005                    | 2008                    |
| Einwohner               | 328                     | 445                     | 414                     | 420                     | 488                     | 531                     | 570                     | 595                     |

### Sprachen
Die Einwohner sprechen mehrheitlich eine lombardische Mundart. Bedingt durch die Lage – ein Teil der Gemeinde liegt im Engadin, ein Teil im Bergell – gibt es deutsch- und romanischsprachige Minderheiten. Die Entwicklung der vergangenen Jahrzehnte zeigt folgende Tabelle:
| Sprachen      | Volkszählung 1980 | Volkszählung 1980 | Volkszählung 1990 | Volkszählung 1990 | Volkszählung 2000 | Volkszählung 2000 |
| Sprachen      | Anzahl            | Anteil            | Anzahl            | Anteil            | Anzahl            | Anteil            |
| ------------- | ----------------- | ----------------- | ----------------- | ----------------- | ----------------- | ----------------- |
| Deutsch       | 66                | 15,71 %           | 139               | 28,48 %           | 147               | 27,68 %           |
| Rätoromanisch | 21                | 5,00 %            | 12                | 2,46 %            | 10                | 1,88 %            |
| Italienisch   | 317               | 75,48 %           | 319               | 65,37 %           | 351               | 66,10 %           |
| Einwohner     | 420               | 100 %             | 488               | 100 %             | 531               | 100 %             |

### Religionen und Konfessionen
Die Bevölkerung von Stampa trat bereits 1533 zum protestantischen Glauben über. Im Jahr 2000 waren etwa 30 Prozent der Einwohner zuwanderungsbedingt katholisch.

### Herkunft und Nationalität
Von den Ende 2005 570 Bewohnern waren 503 (= 88 %) Schweizer Staatsangehörige.

## Sehenswürdigkeiten
- Unter Denkmalschutz stehen die reformierte Dorfkirche San Pietro und die Kirche San Giorgio in Borgonovo.
- Casa Baldini (1666)[6][7]
- Museum Ciäsa Granda[8][9][10]
- Ferienhaus Vogelbacher-Stampa (1978) des Architekten Pierre Zoelly[11]
- Am südlichen Dorfausgang liegt rechts an der Mera das Wannengrab von Stampa.
- Südlich des Dorfes steht recht oben der Palazzo Castelmur im Ortsteil Coltura
- Auf der Staumauer des Rückhaltebeckens Orden bei Maloja steht die Installation Culur von Gottfried Honegger.

## Bilder

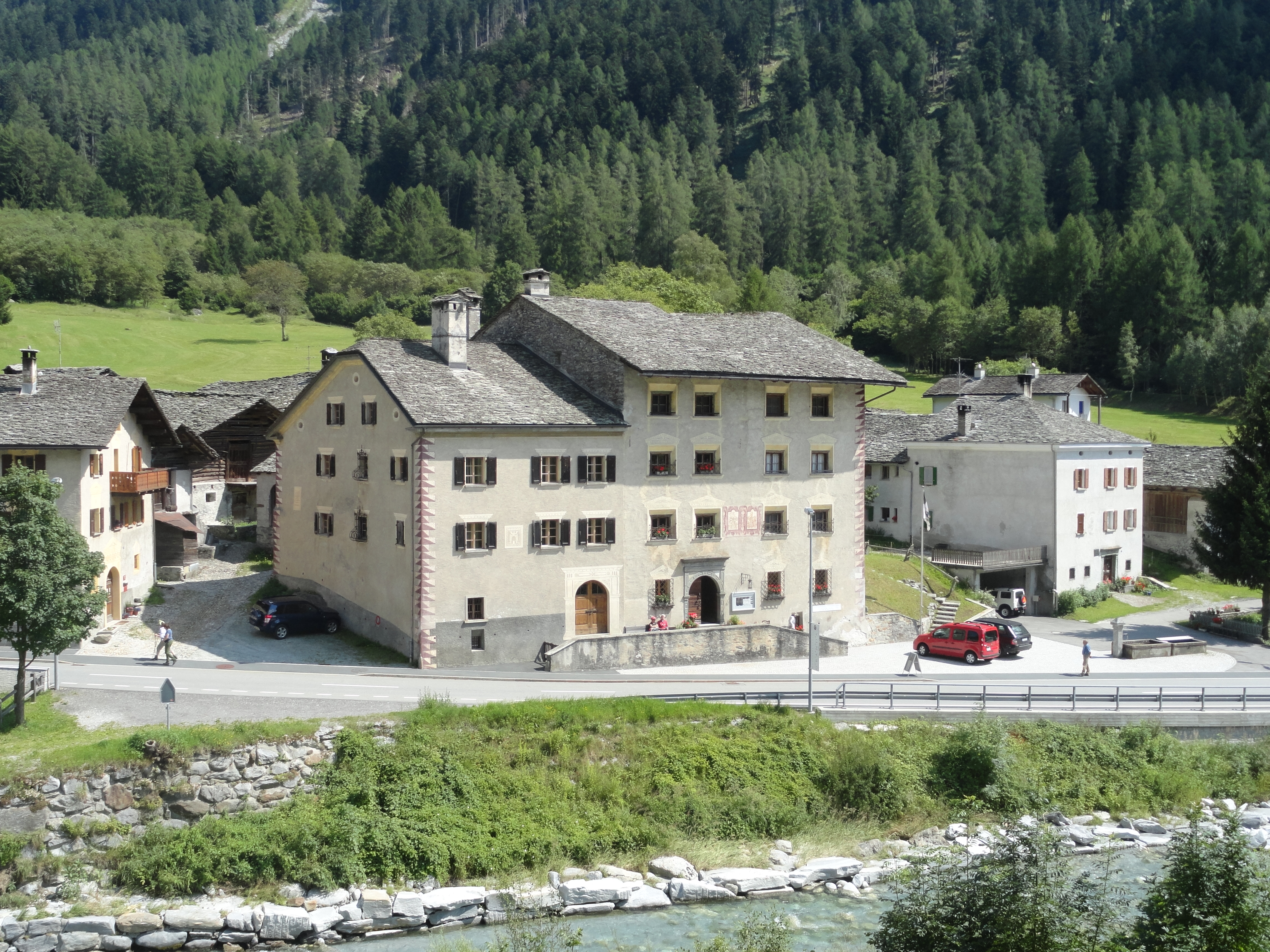
Ciäsa Granda
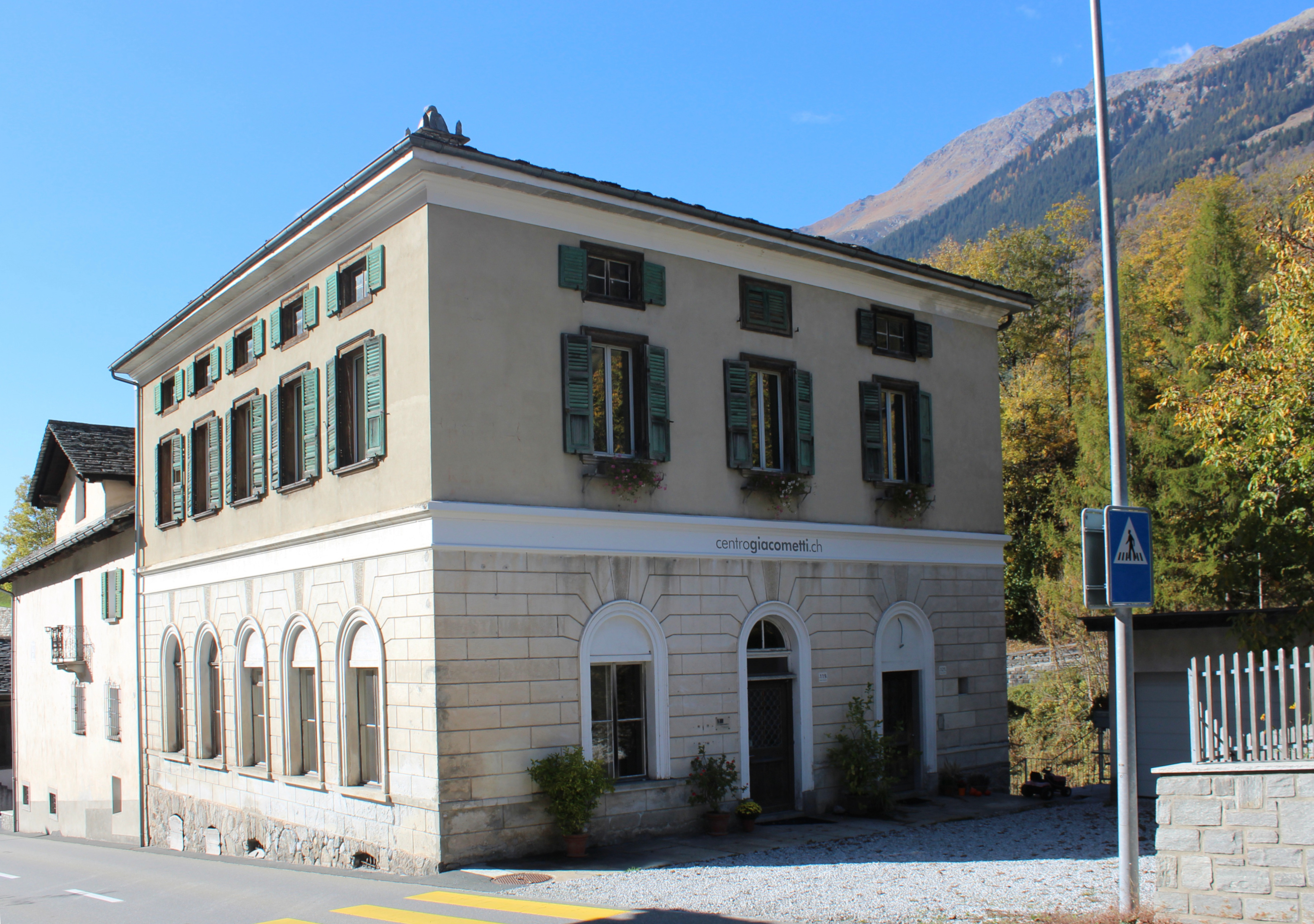
Centro Giacometti
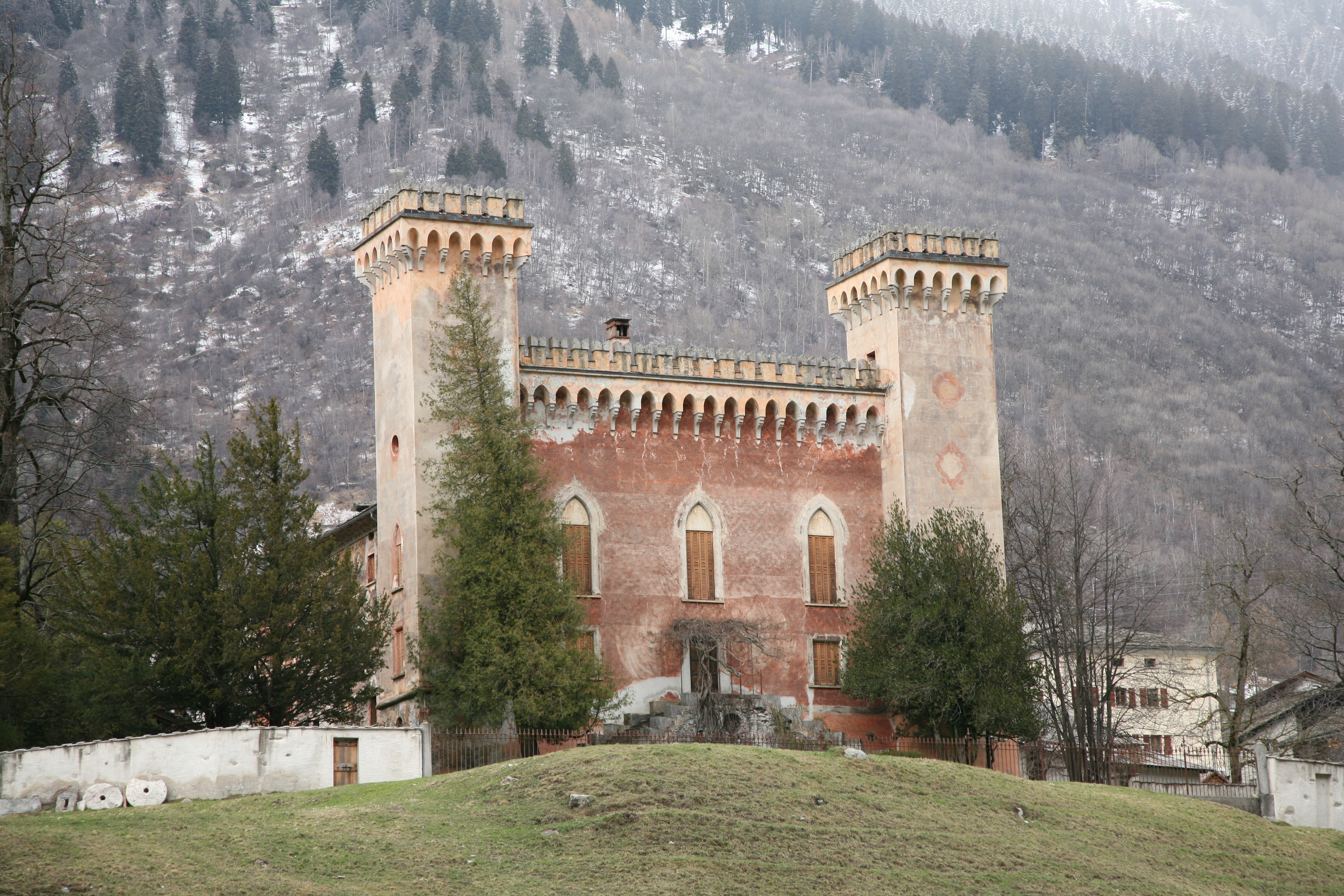
Palazzo Castelmur in Coltura
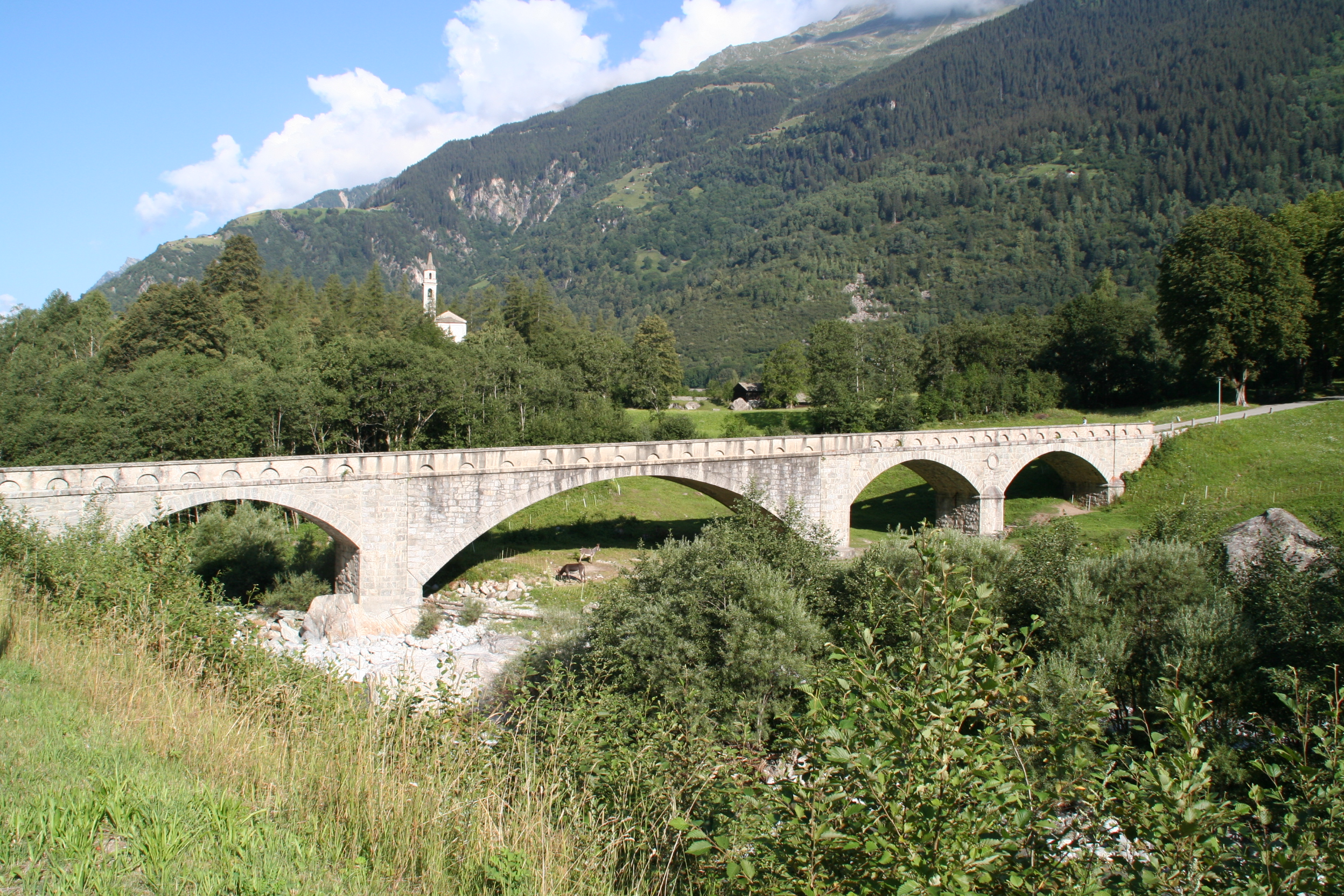
Brücke über die Maira/Mera nach Coltura
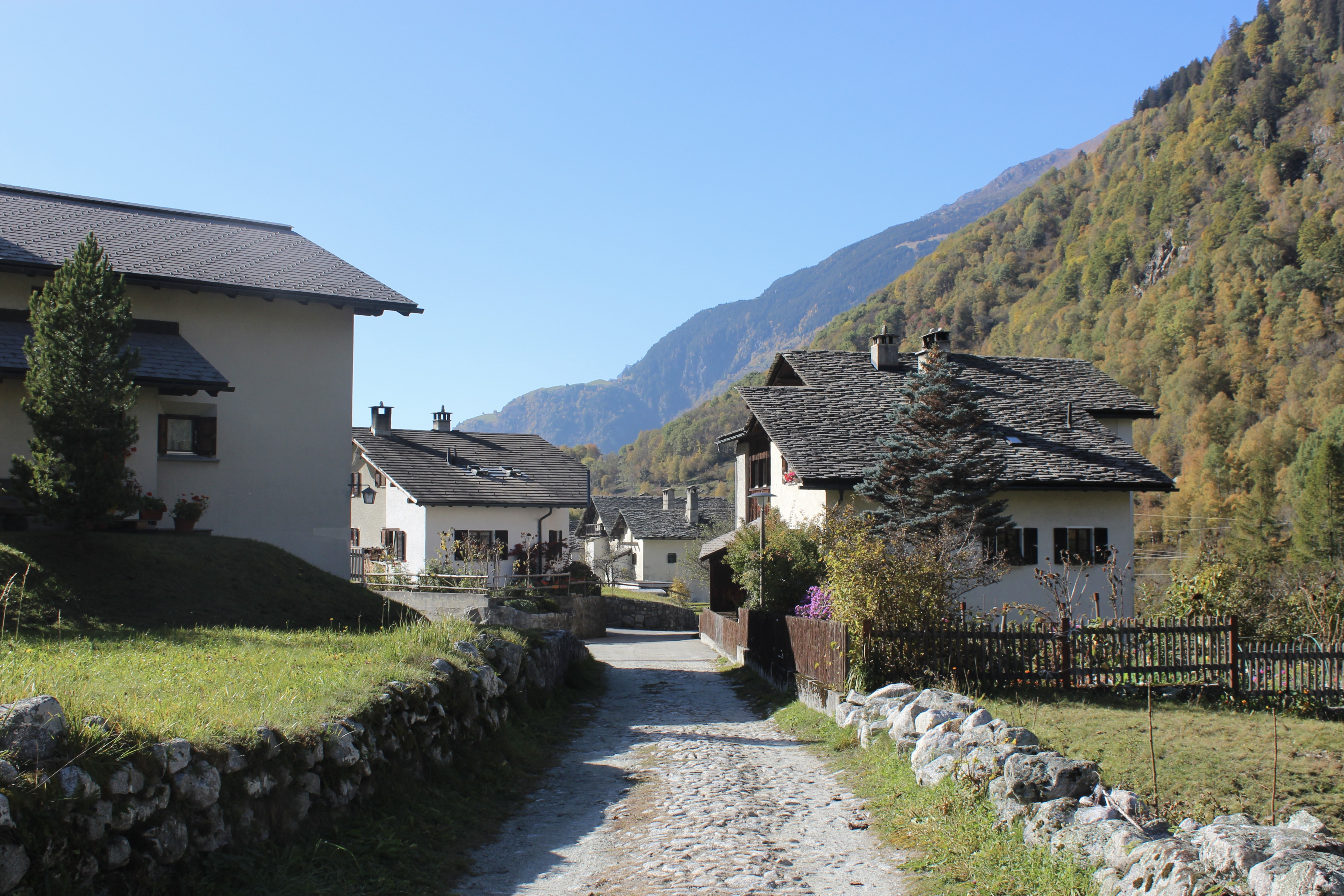
Borgonovo
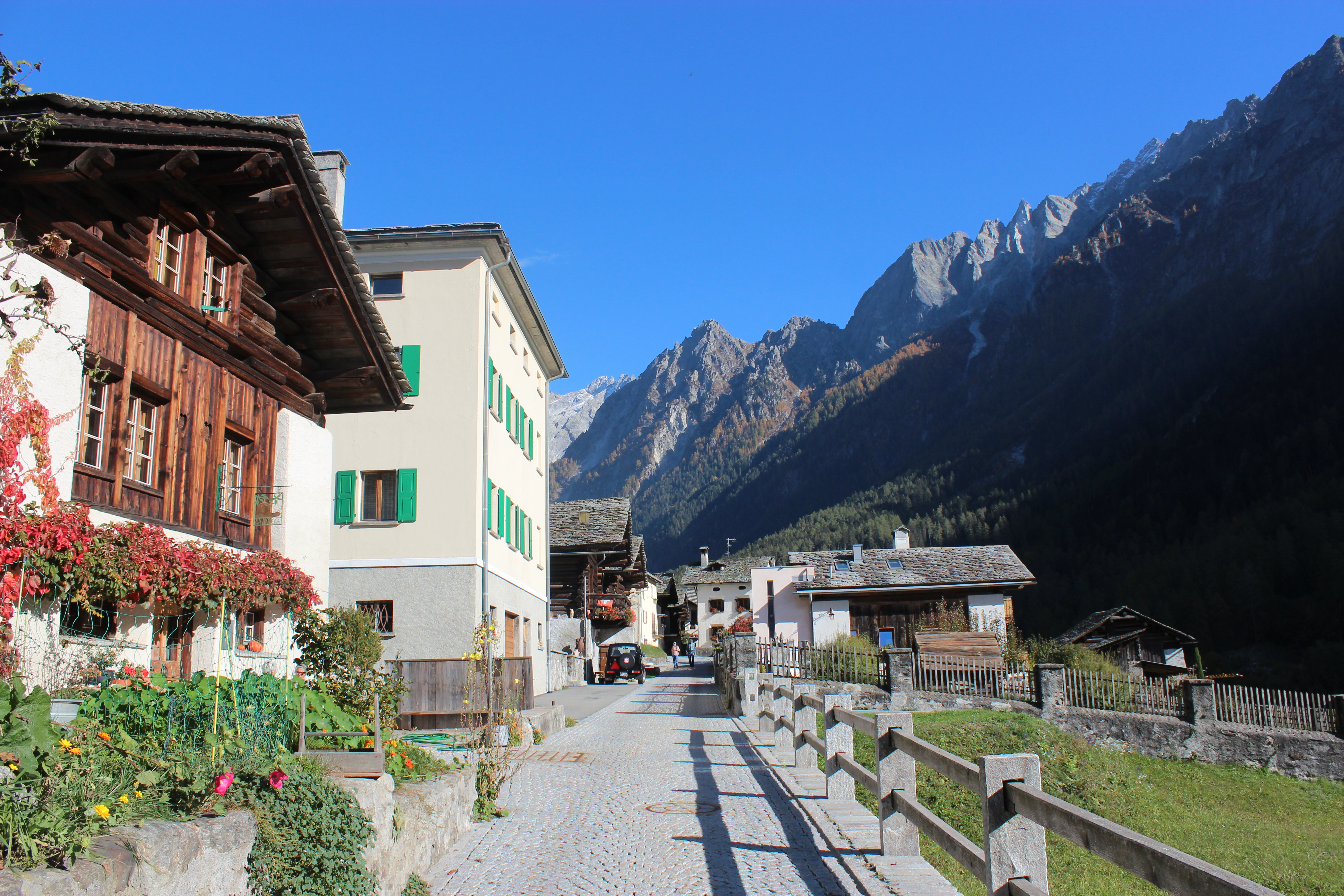
Cultura

## Persönlichkeiten
- Giovanni de Castelmur (* 8. Januar 1800 in Stampa; † 24. Juni 1871 in Nizza), Freiherr, Politiker, Historiker[12]
- Jacob Arnold von Salis (* 21. Dezember 1847 in Stampa; † 6. März 1923 in Basel), Theologe, Dichter, Dramatiker, Historiker und Kunsthistoriker[13]
- Arnold von Salis (1881–1958), Sohn des Jacob Arnold, Professor für klassische Archäologie
- Vico Rigassi (1905–1983), aus Braggio, Sportjournalist (Radio), offizieller Sprecher der Radweltmeisterschaften
- Piero Del Bondio (* 1947 in Stampa), Kunstmaler, Bildhauer, Dekorationsmaler[14]
- Gian Gianotti (* 1949 in Vicosoprano), Theaterregisseur.

Die Künstlerfamilie Giacometti stammt aus Stampa. Ihre bekanntesten Vertreter sind:
- Giovanni Giacometti (1868–1933), Maler und Grafiker, Vater von Alberto Giacometti
- Augusto Giacometti (1877–1947), Cousin 2. Grades von Giovanni, Maler
- Zaccaria Giacometti (1893–1970), Schweizer Rechtswissenschafter und Staatsdenker
- Alberto Giacometti (1901–1966), Sohn von Giovanni, Bildhauer, Maler und Grafiker
- Diego Giacometti (1902–1985), Sohn von Giovanni, Bildhauer
- Bruno Giacometti (1907–2012), Sohn von Giovanni, Architekt
- Silvio Giacometti (* 9. November 1955 in Flawil; † 5. Juni 2008 in Borgonovo), Künstler, Maler, Installationskünstler und Zeichenlehrer[16]

## Kultur
- In der Ciäsa Granda aus dem Jahr 1581 ist das Talmuseum untergebracht. Es zeigt zudem Werke der Künstlerfamilie Giacometti und des Malers Varlin.
- Die Gräber der Giacomettis liegen im Ortsteil Borgonovo, dessen Kirche mit Glasfenstern von Augusto Giacometti versehen wurde.
- Eine Wanderung verbindet die Ortsteile und führt weiter auf die Sonnenterrasse von Soglio.
- Associazione Amici del Centro Giacometti[17]